# Postbursoplana subsalina
Postbursoplana subsalina är en plattmaskart som beskrevs av Ax 1955. Postbursoplana subsalina ingår i släktet Postbursoplana och familjen Otoplanidae. Inga underarter finns listade i Catalogue of Life.